# Pieniądze albo życie
Pieniądze albo życie – film krótkometrażowy w reżyserii Jerzego Skolimowskiego zrealizowany w 1961 roku na podstawie opowiadania Stanisława Dygata Pięć tysięcy złotych. 
Etiuda szkolna wyprodukowana przez PWSTTviF.
Czarno-biały, pięciominutowy obraz powstał na taśmie 35 mm. Główne role odegrali Dygat i Bohdan Łazuka. Za występ w Pieniądze albo życie Dygat w 1962 roku otrzymał Dyplom Honorowy za rolę aktorską na Festiwalu Etiud PWSFTviT.